# Ашнакума
Ашнакума (абх. ашьнаҟәма) — иерархический титул в Абхазии обозначающий так называемых «низших дворян» или «ищущих дворянства» людей.
Являлись посредниками между крестьянами и Аамста («чистыми дворянами»).

## Ашнакума фамилии
Баалоу, Гублия, Тук-Ипа, Гваджаа (Гваджава), Плиаа, Шакрыл, Чичба, Арстаа

## Общие сведения
Ашнакума — посредники между высшими и средними сословиями, они обыкновенно служили в качестве охраны более влиятельных представителей абхазской иерархии.